# Melodije morja in sonca 2019
39. festival Melodije morja in sonca je potekal 6. julija 2019 v Amfiteatru Avditorija Portorož. Na njem je bilo predstavljenih 14 skladb. Vodili sta ga Lorella Flego in Bernarda Žarn. Njegov umetniški vodja je Slavko Ivančić, urednik oddaje pa Aleksander Radić. Festival nastaja v sodelovanju RTV Slovenija, Avditorija Portorož in Občine Piran.
Organizatorjem jo je zagodlo vreme, tako da so morali po prvih osmih pesmih zaradi močnega dežja prireditev začasno prekiniti.
Zmagala je Tinkara Kovač s skladbo "Bodi z mano do konca" Aleša Klinarja in Tinkare Kovač.
Kot gostja je nastopila Lea Sirk, ki je zapela "Moj profil" in "Po svoje".

## Javni razpis
Javni razpis je bil (skupaj s pravilnikom) objavljen 11. marca 2019, zbiranje prijav pa je trajalo do 17. aprila. Pogoji razpisa med drugim določajo naslednje:
- Posamezni avtor lahko prijavi največ dve avtorski deli (skladba, besedilo in aranžma).
- Skladba je lahko dolga največ 4 minute in mora biti v slovenskem ali italijanskem jeziku.
- Na odru (pri posamezni točki) lahko nastopi največ 7 izvajalcev.
- Skladbe so izvedene v živo ob spremljavi MMS banda.
- Vsi izvajalci morajo do 6. julija dopolniti najmanj 16 let.
- Skladba mora biti izvirno delo in ne sme biti predhodno javno predvajana ali objavljena.

Izmed prispelih prijav je 5-članska strokovna komisija v sestavi Slavko Ivančić (predsednik komisije), Lada Tancer, Mojca Menart, Blaž Maljevac in Gregor Stermecki za izvedbo na festivalu izbrala 14 tekmovalnih skladb:
- (najmanj) 9 neposredno z razpisa,
- (največ) 5 pa so jih prispevali avtorji oz. izvajalci, ki jih je k sodelovanju povabil Organizacijski odbor festivala,

poleg tega pa še 2 rezervni skladbi (prav tako z razpisa). Vseh prijavljenih skladb je bilo 88.
| Rezerva | Izvajalec     | Naslov skladbe         | Avtorji glasbe, besedila in priredbe  |
| ------- | ------------- | ---------------------- | ------------------------------------- |
| 1.      | Panda         | "Mavrica"              | Andrej Pompe (gb), Panda (p)          |
| 2.      | Gregor Ravnik | "Še ko te ni, te imam" | Marko Hrvatin (gp), Gregor Ravnik (b) |

## Tekmovalne skladbe
| #   | Izvajalec     | Naslov skladbe               | Avtorji glasbe, besedila in priredbe                                            |
| --- | ------------- | ---------------------------- | ------------------------------------------------------------------------------- |
| 1.  | Rina K        | "Svet"                       | Urška Kosec (gb), Sven Gleđa (gp)                                               |
| 2.  | Samuel Lucas  | "Vse bo OK"                  | Samuel Lucas (gbp)                                                              |
| 3.  | Tomaž Hostnik | "Irena"                      | Tomaž Hostnik (gbp), Teo Collori (p), Matija Krečič (p)                         |
| 4.  | Bro           | "Dokler je še vetra kej"     | Mate Bro (gbp), Rok Terkaj (b)                                                  |
| 5.  | BassLess      | "Take noči se zgodijo"       | Marino Legovič (gp), Leon Oblak (b), Kristjan Virtič (p), Matej Virtič (p)      |
| 6.  | Nada Barle    | "Z vlakom do morja in nazaj" | Nada Barle (gb), Jean Markič (p), Roman Barle (p)                               |
| 7.  | Kvatropirci   | "Veter je vel"               | Tomaž Krt (gbp), Samo Kališnik (gp), Damjan Pasarič (b)                         |
| 8.  | 2B            | "Kot morje"                  | Gašper Mihelič (gbp), Primož Mihelič (gp)                                       |
| 9.  | Mila          | "Lahko sva vse to"           | Mila (g), Matevž Šalehar (b), Janez Hace (p)                                    |
| 10. | Canegatto     | "Praktična ljubezen"         | Andraž Gartner (gbp)                                                            |
| 11. | Tinkara Kovač | "Bodi z mano do konca"       | Aleš Klinar (gp), Tinkara Kovač (b)                                             |
| 12. | Dare Kaurič   | "Povozil me je čas"          | Dare Kaurič (gbp)                                                               |
| 13. | Orter         | "Orkan"                      | Klemen Orter (gb), Matej Pečaver (p), Mitja Novak (p)                           |
| 14. | Swing Deal    | "Chiudi gli occhi"           | Giovanna Rados (gb), Lucy Passante (gb), Spaccapietra (gb), Denis Beganovic (p) |

Izvajalce je v živo spremljal festivalski MMS bend pod vodstvom Tomija Puricha s spremljevalnimi pevci Saro Lamprečnik, Žigom Rustjo in Lucijo Marčič.

## Nagrade

### Velika nagrada MMS 2019
O zmagovalcu festivala (prejemniku velike nagrade) odloča glasovanje:
- strokovne žirije (Patrik Greblo, predsednik, Dajana Makovec, Alesh Maatko, Igor Misdaris in Sašo Fajon)
- 6 izbranih radijskih postaj (1. program Radia Slovenija, Radio Koper, Radio Celje, Radio Murski val, Radio Maribor in Radio Sora)
- občinstva v Avditoriju (glasovalni lističi)
- javnosti s telefonskim glasovanjem (prek stacionarnih in mobilnih telefonov)

V primeru enakega končnega seštevka točk ima prednost skladba, ki se je višje uvrstila v glasovanju strokovne žirije.
| Pesem (izvajalec)                       | Ž  | R  | O  | T  | Σ  | Mesto |
| --------------------------------------- | -- | -- | -- | -- | -- | ----- |
| Svet (Rina K)                           | 6  | 5  | 3  |    | 14 | 7.    |
| Vse bo OK (Samuel Lucas)                | 1  | 12 |    |    | 13 | 9.    |
| Irena (Tomaž Hostnik)                   | 5  | 6  | 5  | 12 | 28 | 3.    |
| Dokler je še vetra kej (Bro)            |    |    |    |    | 0  | 14.   |
| Take noči se zgodijo (BassLess)         | 3  | 4  | 8  | 6  | 21 | 4.    |
| Z vlakom do morja in nazaj (Nada Barle) |    |    | 4  | 1  | 5  | 12.   |
| Veter je vel (Kvatropirci)              | 10 | 7  | 10 | 10 | 37 | 2.    |
| Kot morje (2B)                          | 8  | 1  | 2  | 8  | 19 | 5.    |
| Lahko sva vse to (Mila)                 |    | 2  |    |    | 2  | 13.   |
| Praktična ljubezen (Canegatto)          | 2  | 3  | 1  | 5  | 11 | 10.   |
| Bodi z mano do konca (Tinkara Kovač)    | 12 | 10 | 12 | 7  | 41 | 1.    |
| Povozil me je čas (Dare Kaurič)         | 7  | 8  |    | 3  | 18 | 6.    |
| Orkan (Orter)                           | 4  |    | 7  | 2  | 13 | 8.    |
| Chiudi gli occhi (Swing Deal)           |    |    | 6  | 4  | 10 | 11.   |

### Nagrade strokovne žirije
Strokovna žirija v sestavi Patrik Greblo (predsednik), Dajana Makovec, Alesh Maatko, Igor Misdaris in Sašo Fajon je podelila nagrade za:
- najboljšo glasbo: Aleš Klinar za pesem "Bodi z mano do konca"
- najboljše besedilo: Tinkara Kovač za pesem "Bodi z mano do konca"
- najboljšo izvedbo: Kvatropirci
- najobetavnejšega izvajalca oziroma avtorja – nagrada Danila Kocjančiča: 2B